# Телмач
Телмач (рум. Tălmaci) — село у повіті Арад в Румунії. Входить до складу комуни Крайва.
Село розташоване на відстані 406 км на північний захід від Бухареста, 66 км на північний схід від Арада, 131 км на захід від Клуж-Напоки, 107 км на північний схід від Тімішоари.

## Населення
За даними перепису населення 2002 року у селі проживали 55 осіб, усі — румуни. Усі жителі села рідною мовою назвали румунську.